# Platylister strangulatus
Platylister strangulatus är en skalbaggsart som först beskrevs av Sylvain Auguste de Marseul 1870.  Platylister strangulatus ingår i släktet Platylister och familjen stumpbaggar. Inga underarter finns listade i Catalogue of Life.